# Charles Antoine
Charles Antoine, né le 22 novembre 1929, mort le 3 août 2002, est un prêtre français ayant travaillé au Brésil puis, de retour en France, fondé l'association Diffusion de l'information sur l'Amérique latine (DIAL).

## Biographie
Charles Antoine est né à Saint-Loup-sur-Semouse (Haute-Saône) le 22 novembre 1929. Il exerce tout d'abord la profession d'électricien puis est ordonné prêtre en 1955. Il intègre alors la paroisse Notre-Dame des Anges à Belfort. Il travaille dans quatre aumôneries, dont celle de l'Action catholique des milieux indépendants (ACI). En 1964, il quitte la France, répondant à l'appel du pape Jean XXIII qui demande à partir de 1961 l'installation en Amérique du Sud de prêtres, au titre du Fidei donum, une encyclique publiée en 1957 par Pie XII .
Charles Antoine part pour São Paulo au Brésil le 24 septembre 1964 et y demeure cinq ans. Son départ coïncide avec le début de la doctrine de la sécurité nationale instaurée par les USA et s'effectue en plein concile Vatican II. Il est nommé vicaire de la paroisse  Nossa Senhora dos Pobres, dans le district de Butantã. Ce choix lui est imposé, lui-même ayant exprimé le désir d'être envoyé dans le diocèse de Recife pour y travailler aux côtés de Hélder Câmara, grande figure de la théologie de la libération. Les raisons du refus de l'archevêque de Besançon, Marcel-Marie Dubois, de l'envoyer à Recife restent obscures, on ignore si cette décision est le fruit d'un positionnement politique hostile au tiers-mondisme ou si elle répond à d'autres considérations.
À  São Paulo, Charles Antoine  crée Vaticano II, un bulletin d'informations religieuses connu ensuite sous le nom de Noticias da Igreja Universal. Durant ce séjour au Brésil, il écrit aussi ses premiers articles dans Informations catholiques internationales et devient un membre actif du Comité épiscopal France-Amérique latine (CEFAL).
Charles Antoine rentre en France en 1969. Il éprouve le désir d'informer sur le régime dictatorial instauré au Brésil en 1964 et les atteintes aux droits de l'Homme de la junte au pouvoir. C'est dans ce but qu'il fonde, en 1971, l'association Diffusion de l'information sur l'Amérique latine (DIAL)  qui réunit une importante documentation sur l'actualité religieuse, politique sociale et culturelle et publie en français des documents rédigés par des correspondants latino-américains et traduits par le père Charles Antoine. Il en assure la direction jusqu'en 1995.
Il est membre de l'Association des journalistes spécialistes de l'Amérique latine (AJALC) et publie et traduit de nombreux ouvrages d'auteurs latino-américains.
Charles Antoine est rattaché à la paroisse Notre-Dame des Anges de Belfort jusqu'en 1977, puis est aumônier des religieuses dominicaines de Rougemont-le-Château. À partir de 1995, il réside à Belfort où il est aumônier du Secours catholique jusqu'en 2001. À cette date, il fait le choix de se consacrer à l'écriture de son dernier livre, La bête et la tourterelle martyrs du XXe siècle, qui n'est publié qu'après son décès.

## Ouvrages publiés
- L'Église et le pouvoir au Brésil: naissance du militarisme, Desclée de Brouwer, 1971 (lire en ligne)
- L'Intégrisme brésilien, Centre Lebret, «Foi et développement», coll. « Centre Lebret «Foi et développement» », 1973 (ISBN 978-2-901028-04-8, lire en ligne)
- Le Sang et l'espoir :  ces chrétiens d'Amérique latine, le Centurion, 1978 (ISBN 978-2-227-34513-3, lire en ligne)
- L'Amérique latine en prières, le Cerf, coll. « Terres de feu », 1981 (ISBN 978-2-204-01746-6)
- Ils ne seront plus humiliés :  Bible et conflits en Amérique latine, Éd. ouvrières, coll. « À pleine vie », 1985 (lire en ligne)
- Les Catholiques brésiliens sous le régime militaire: 1964-1985, Éd. du Cerf, coll. « L'Histoire à vif », 1987 (ISBN 978-2-204-02802-8)
- Procès d'une propagande :  le "Figaro-magazine" et l'opinion catholique, Éd. ouvrières, coll. « Mise au point », 1988 (ISBN 978-2-7082-2557-2, lire en ligne)
- Pour l'honneur de mes frères :  témoignages chrétiens d'Amérique latine   1968-1992, Éd. Karthala, coll. « Chrétiens en liberté », 1991 (ISBN 978-2-86537-331-4, lire en ligne)
- Guerre froide et église catholique :  l'Amérique latine, Éd. du Cerf, coll. « L'histoire à vif », 2000 (ISBN 978-2-204-06076-9, lire en ligne)
- Le sang des justes :  Mgr Romero, les jésuites et l'Amérique latine, Desclée de Brouwer, 2000 (ISBN 978-2-220-04344-9, lire en ligne)
- La bête et la tourterelle: martyrs du XXe siècle, les Éd. du Cerf, coll. « L'histoire à vif », 2002 (ISBN 978-2-204-06975-5)

## Traductions depuis le portugais ou l'espagnol
- Frei Betto, L'Église des prisons :  lettres de Betto, Desclée de Brouwer, 1972 (lire en ligne)
- Carlos Mesters, Adam :  la condition humaine selon la Genèse, Éd. du Chalet, 1974 (ISBN 978-2-7023-0202-6, lire en ligne)

- Pedro Casaldáliga (trad. Charles Antoine), Fleuve libre, ô mon peuple, Éditions du Cerf, coll. « Terres de feu », 1976 (ISBN 978-2-204-01046-7)
- Carlos Mesters (trad. Charles Antoine), Dans les sous-sols d'humanité: au rythme des sept jours de la Création, Desclée, coll. « Relais Desclée », 1978 (ISBN 978-2-7189-0141-1)
- Betto (trad. Charles Antoine), Lettres de prison, Éditions du Cerf, coll. « Terres de feu », 1980 (ISBN 978-2-204-01461-8)
- Conferencia general del episcopado latinoamericano y del Caribe, Construire une civilisation de l'amour :  document final de la Conférence générale de l'épiscopat latino-américain sur le présent et l'avenir de l'évangélisation, le Centurion, coll. « Documents d'Église », 1980 (ISBN 978-2-227-42533-0, lire en ligne)
- Tito de Alencar, Alors les pierres crieront, Cana, coll. « Collection "Mémoire vivante" », 1980 (ISBN 978-2-86335-013-3)
- Adolfo Pérez-Esquivel et Charles Antoine, Le Christ au poncho: suivi de témoignages de luttes non-violentes en Amérique latine, le Centurion, coll. « Collection dirigée par Bernard Chevallier », 1981 (ISBN 978-2-227-00401-6)
- Teófilo Cabestrero, Fernando Cardenal, Miguel d' Escoto Brockmann et Ernesto Cardenal, Des Prêtres au gouvernement: l'expérience du Nicaragua, Karthala, coll. « Chrétiens en liberté », 1983 (ISBN 978-2-86537-087-0)

### Archives
- Inventaire du fonds d'archives de Charles Antoine conservé à La Contemporaine.
- Inventaire du fonds d'archives de Charles Antoine conservé aux archives municipales de Belfort.